# Paranhos (Friões)

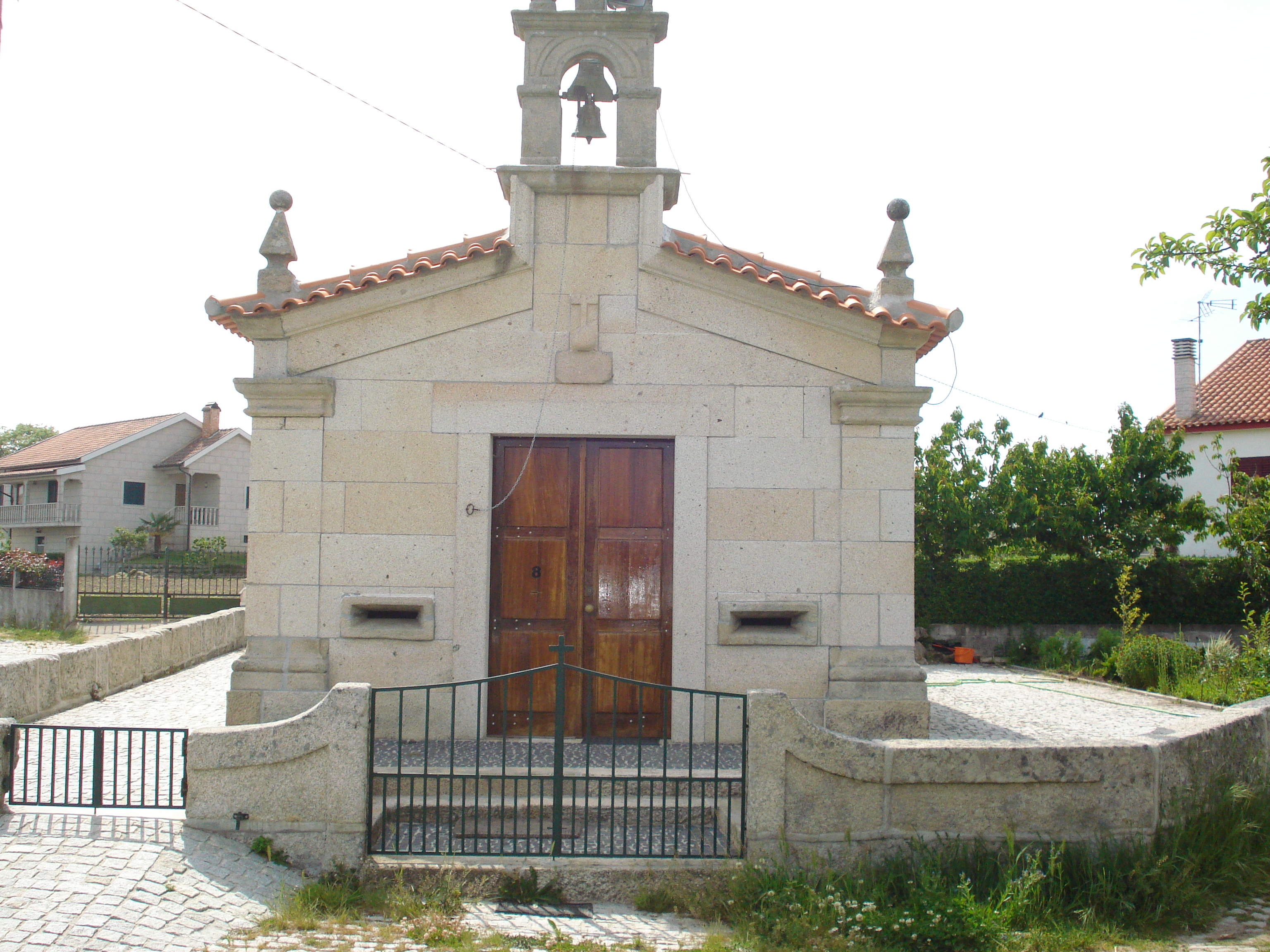
Capela de S.João

Paranhos é uma aldeia portuguesa da freguesia de Friões, município de Valpaços com cerca de 42 habitantes

## Localização
Paranhos funciona como segunda interface, depois do Ladário, entre as freguesias vizinhas de Friões e Nogueira da Montanha, dando acesso direto às localidades de Carvela e Maços, estas duas aldeias situam-se muito próximo do topo da Serra do Brunheiro. Paranhos dista, 2.5 km de Friões, 15 km de Valpaços e 13 km da cidade de Chaves, a capital do Alto Tâmega. Paranhos é a localidade da freguesia situada a maior altitude, dista cerca de 2 km do topo da Serra do Brunheiro

## Topónimo
(1) Existem três versões para a origem do nome Paranhos, plural de paranho
- Paranho, é um lugar, quinta ou herdade, que tinha os privilégios da honra, por nele se haver criado aos peitos de alguma mulher casada, o filho legítimo de um rico homem ou fidalgo honrado.

- Paranho é também a cobertura de um cortelho com giestas em disposição não cónica

- Chama-se paranho a lenha que se amontoa num pátio entre duas paredes paralelas e apoiada em traves ou caibros, a qual serve para se queimar na cozinha e que se vai reabastecendo conforme se vai gastando, sendo quase sempre giesta ou carvalho.

Existindo à volta de Paranhos, imensas matas de giesta e vastos e frondosos carvalhais, é de crer que a terceira versão, esteja na origem do nome desta localidade transmontana.

## Aldeias vizinhas
- Carvela, Nogueira da Montanha, 1 km
- Maços, Nogueira da Montanha, 1.5 km
- Quintela, 2 km
- Friões, 3 km
- Ferrugende,3,5 km existe um caminho de terra batida entre Paranhos e Ferrugende (2 km)

## Atividades económicas
As principais atividades são a agricultura, indústria alimentar e criação de gado.
Paranhos é o principal local de produção de batata da freguesia, produzindo também batata para "semente" de boa qualidade. Outros produtos agrícolas são os cereais, principalmente o centeio, castanhas e legumes.

## Património
- Capela de São João Baptista
- Fonte de mergulho de Paranhos
- Nicho de N.S. de Fátima

## Galeria Fotográfica

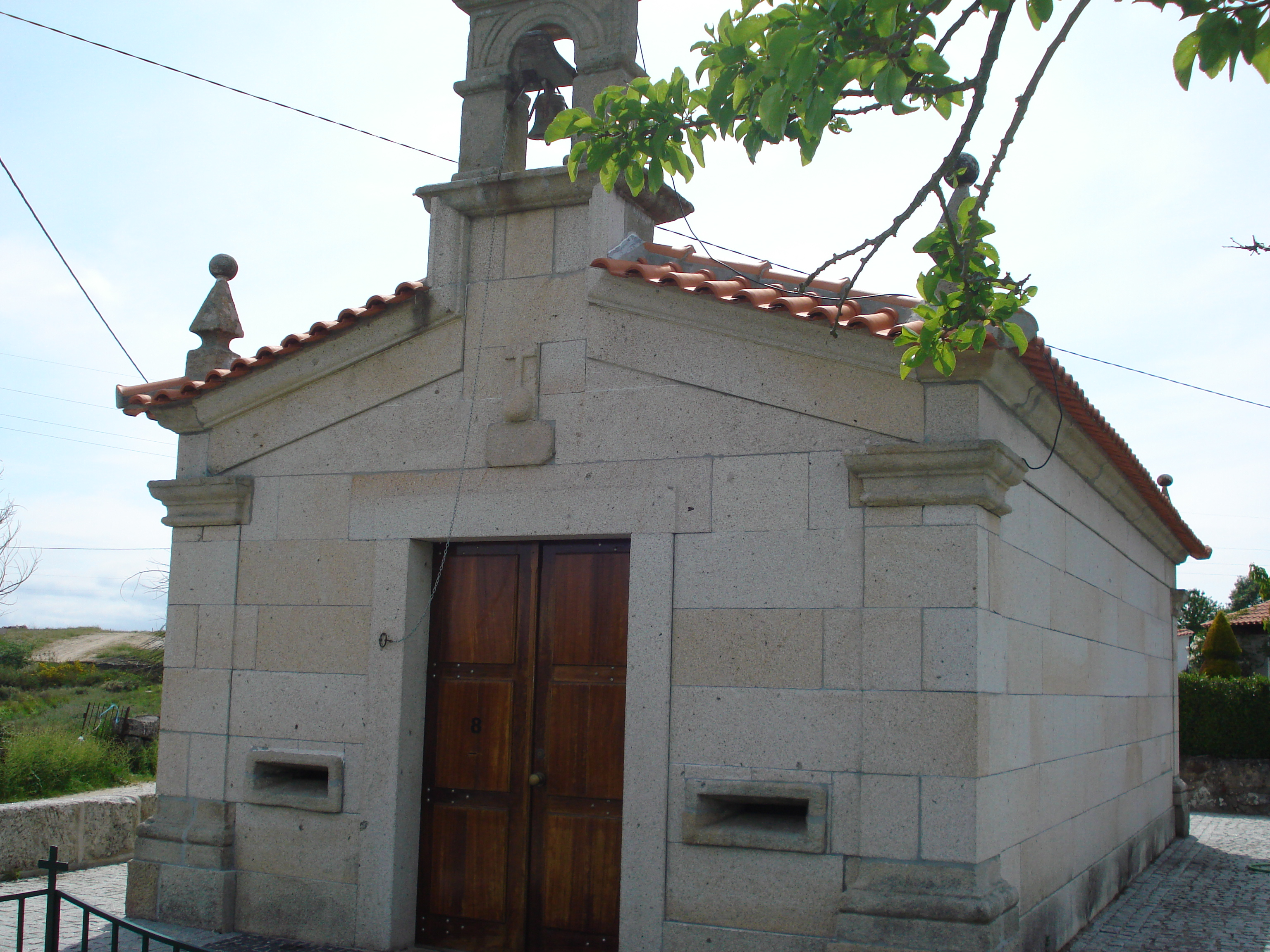
Capela de São João
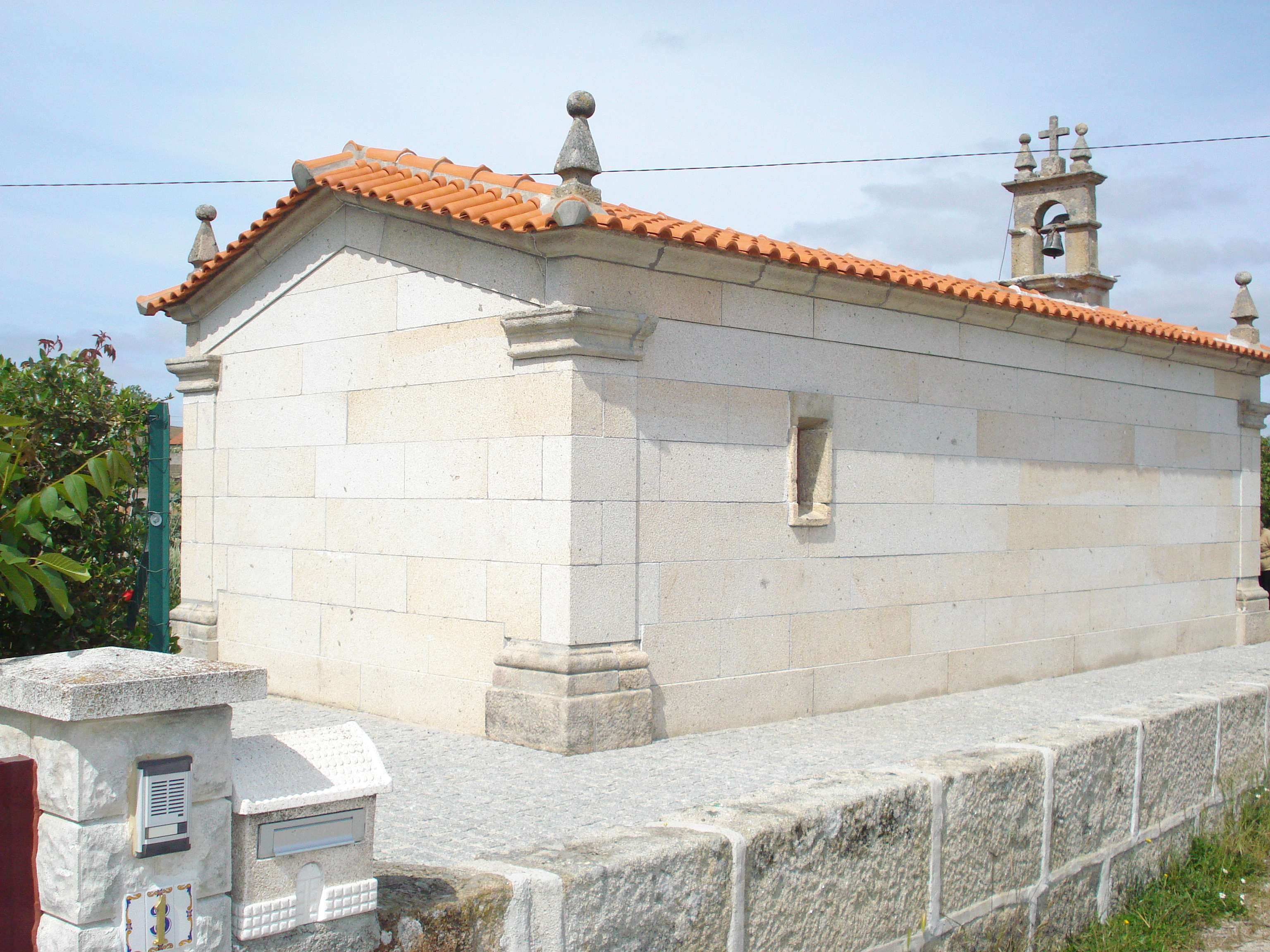
Capela parte posterior
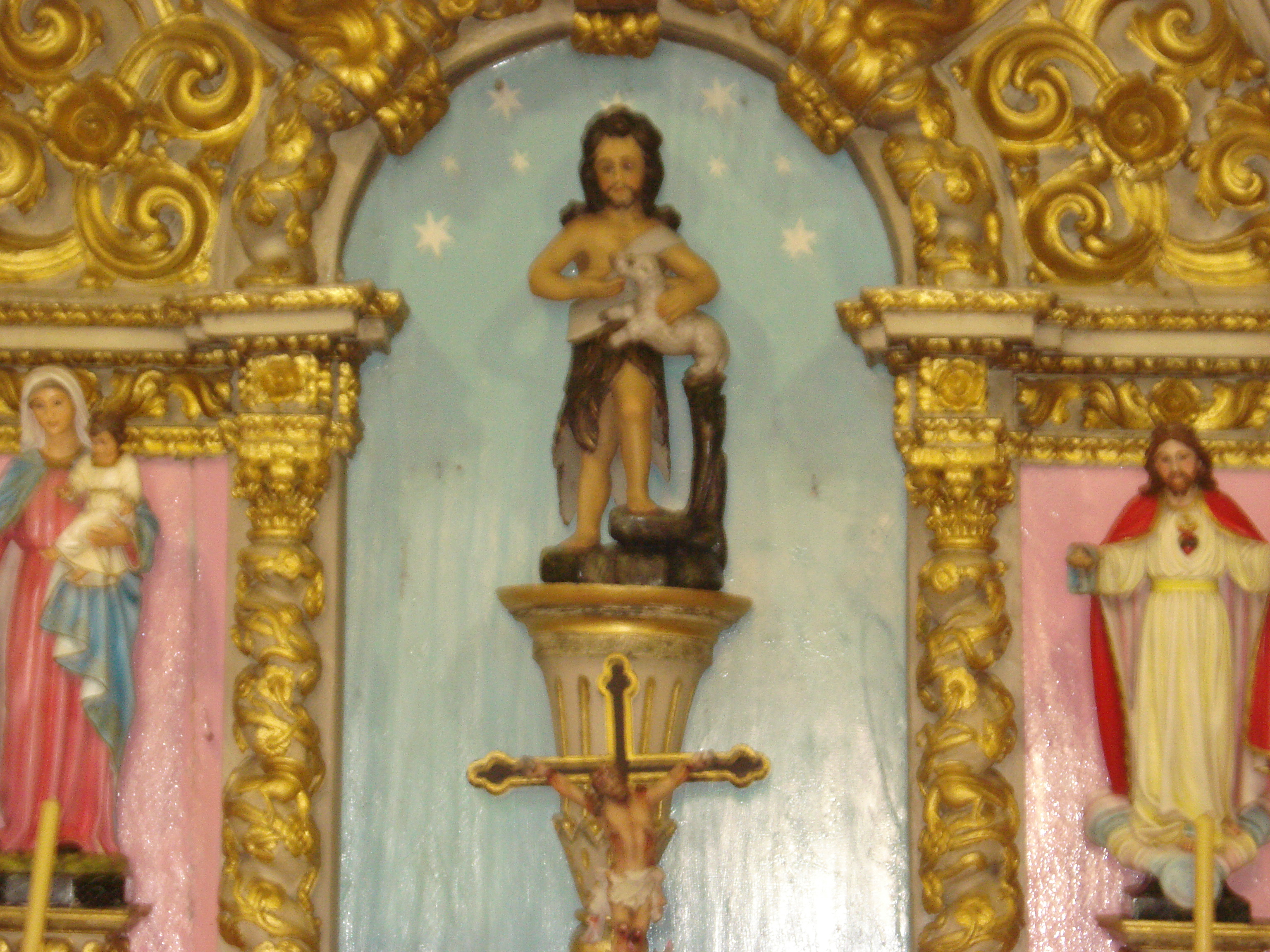
Altar de São João
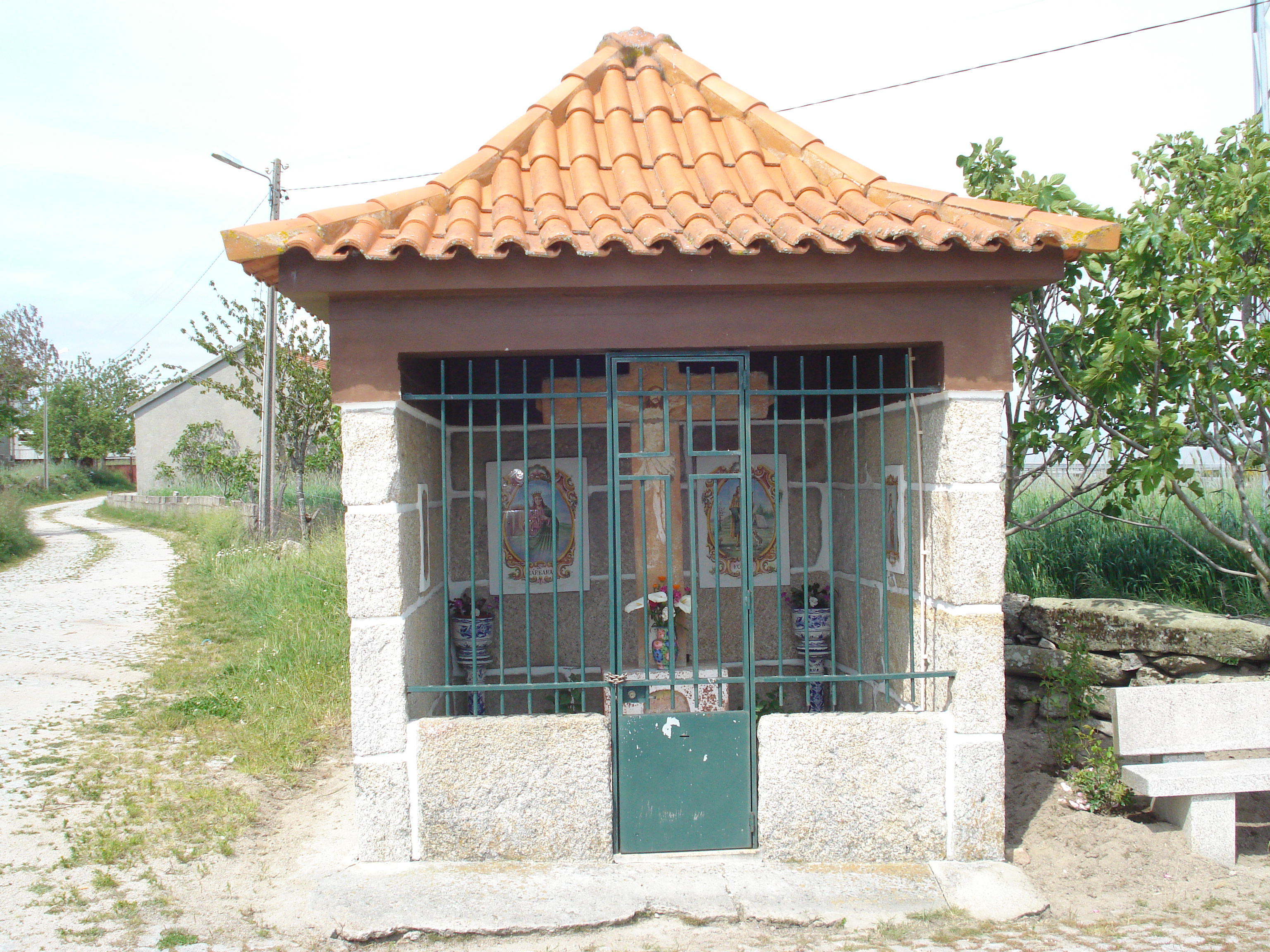
Cruzeiro
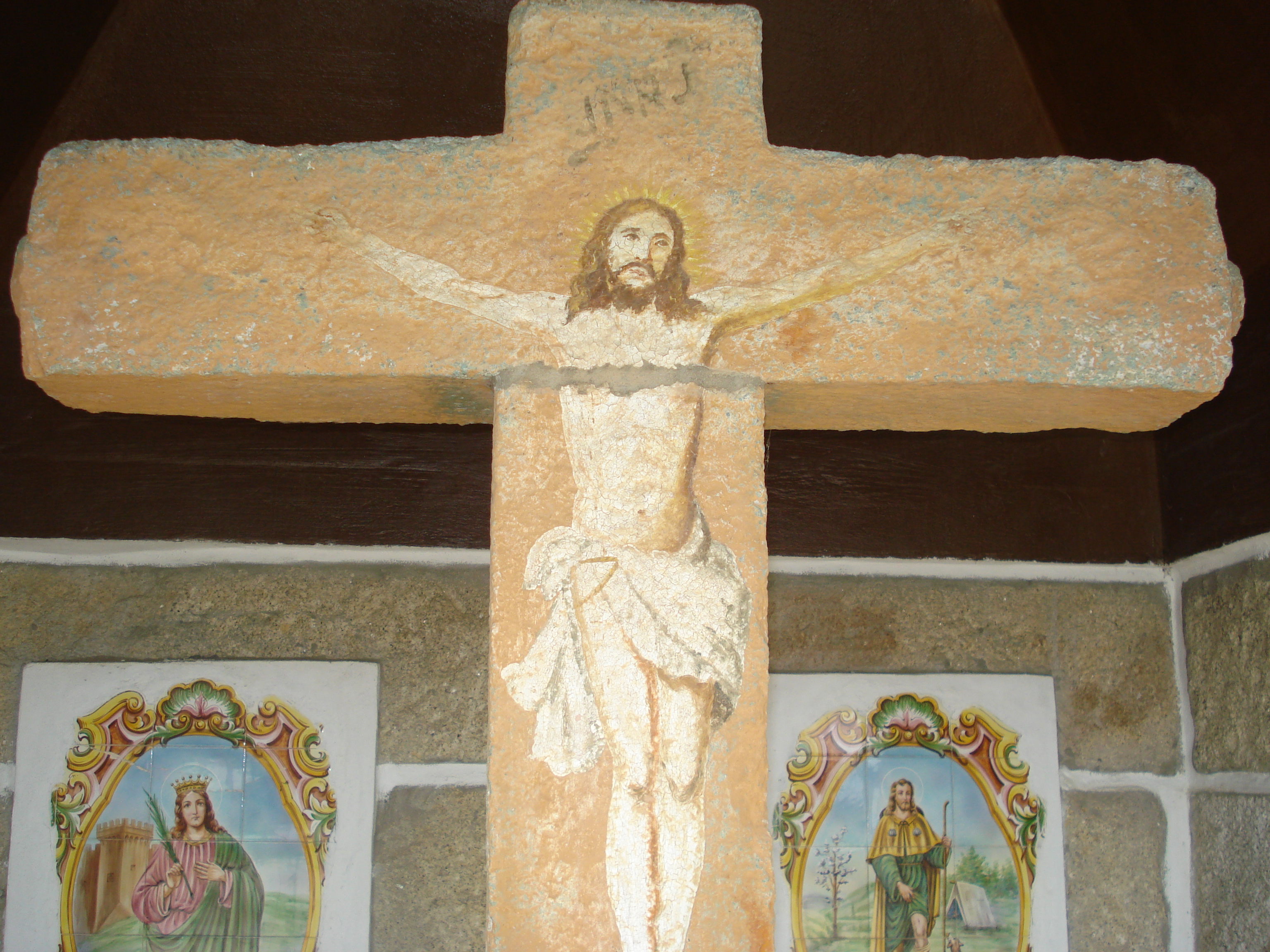
Cruz de Pedra
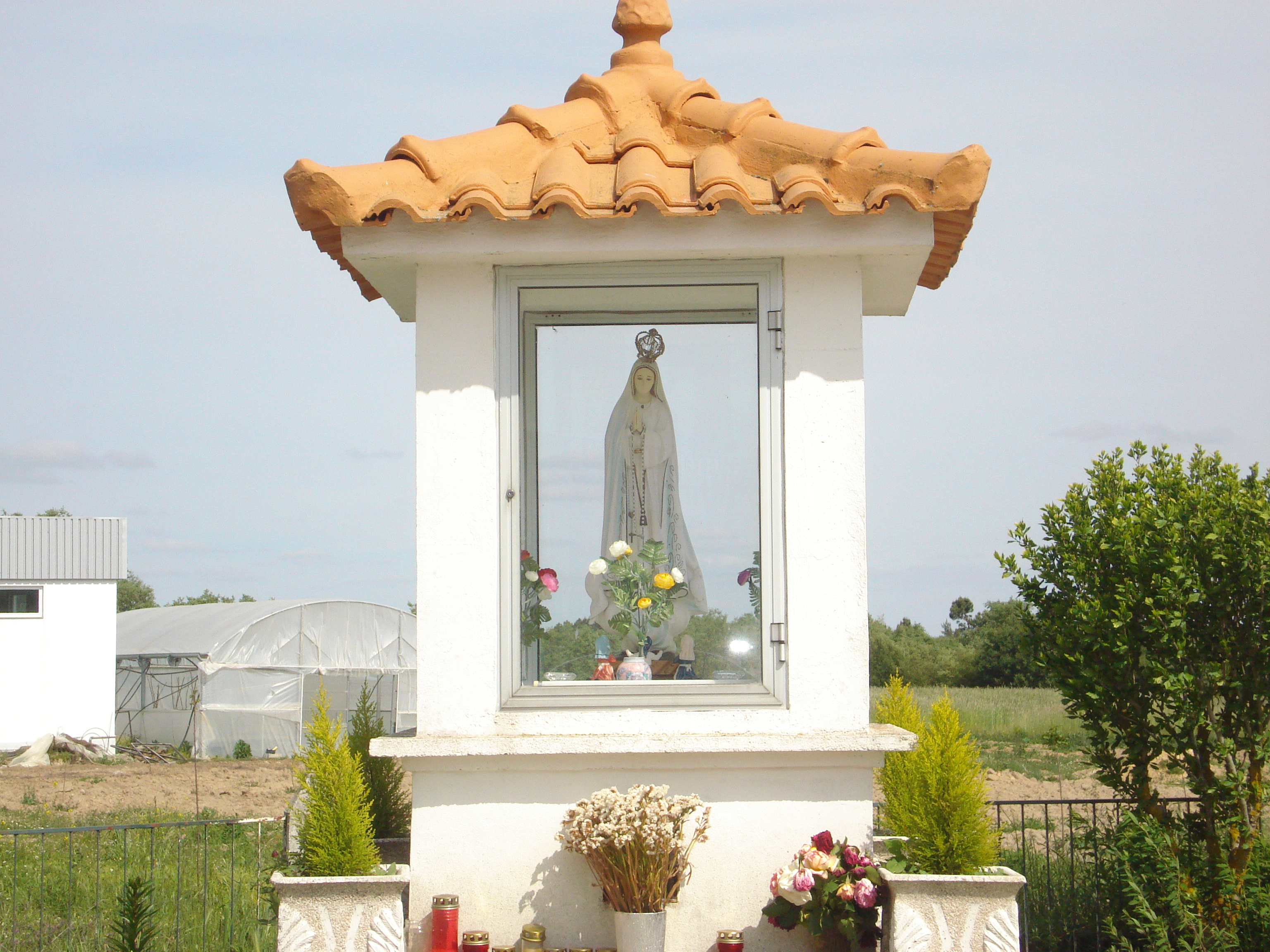
N.S. Fátima
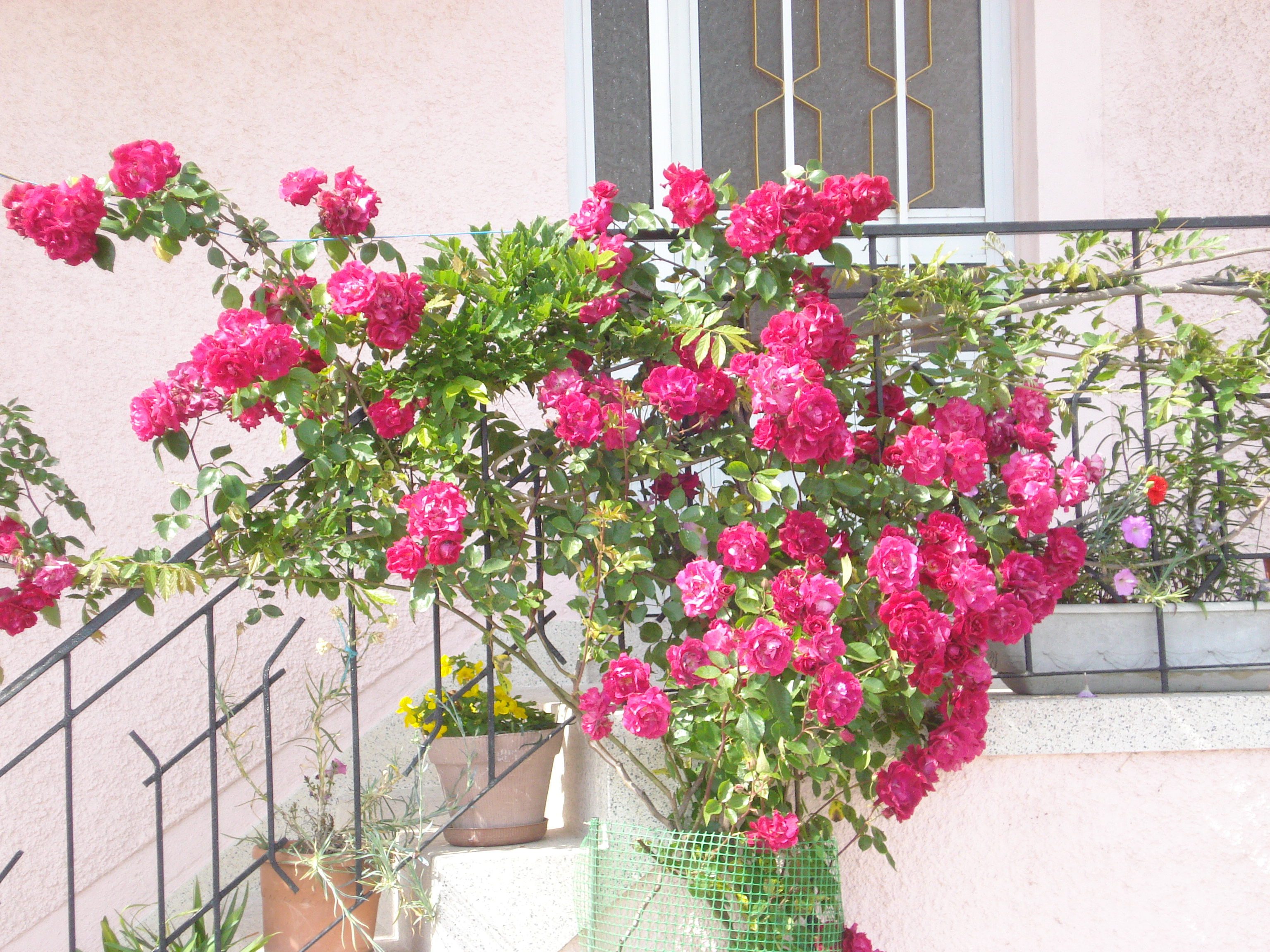
Roseira Laurentina
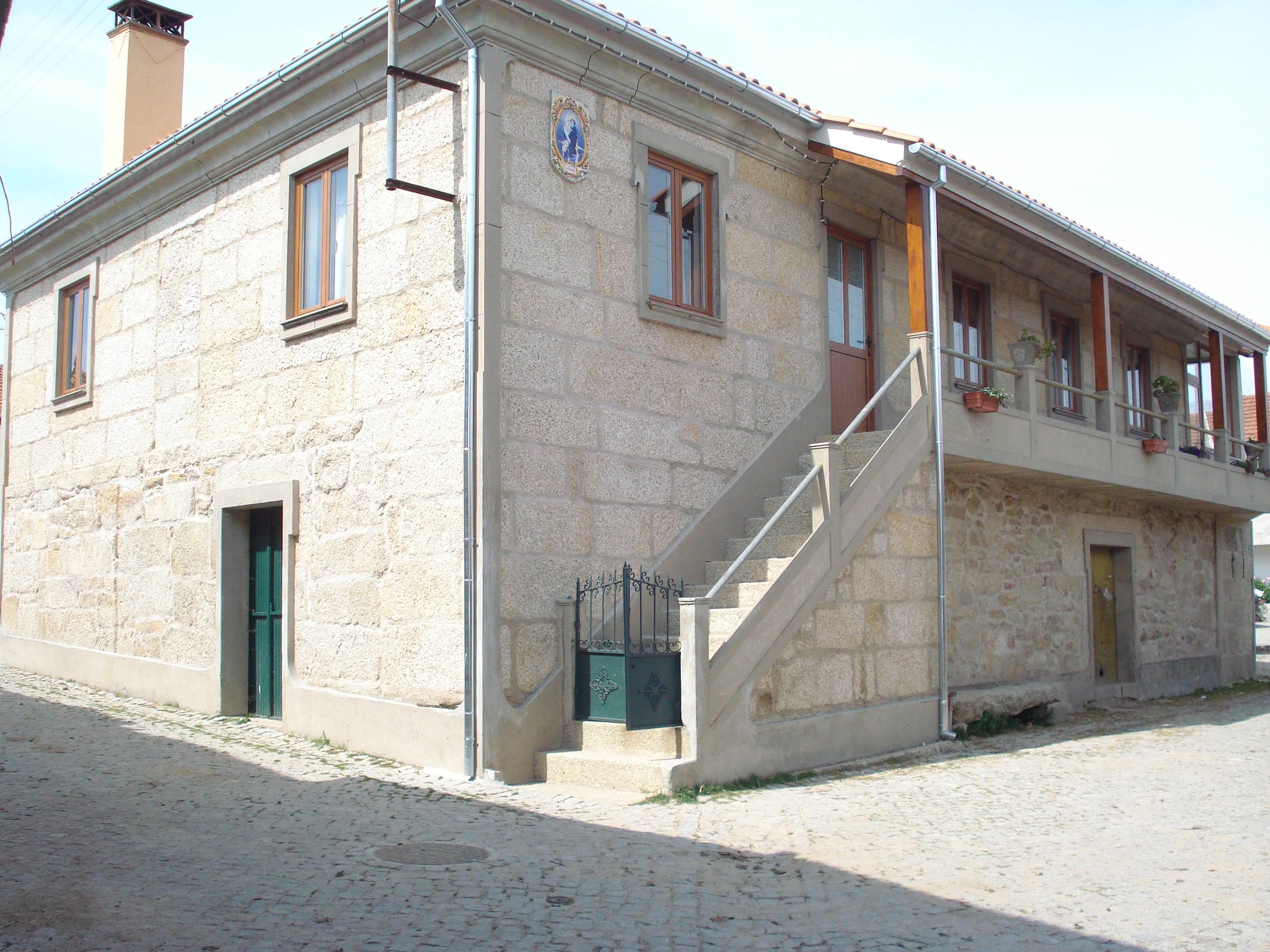
Vivenda Maria Francisca
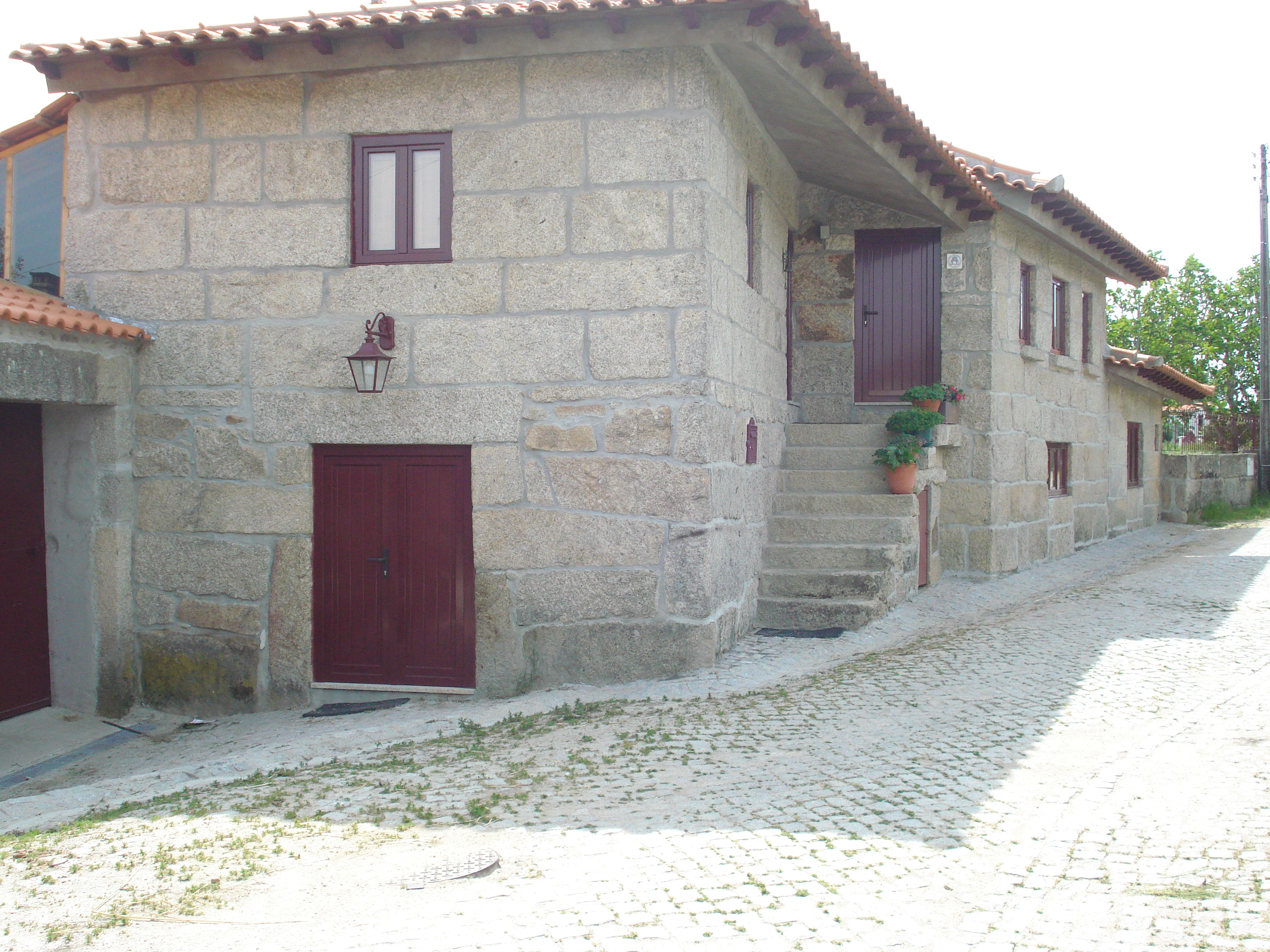
Casa restaurada-A
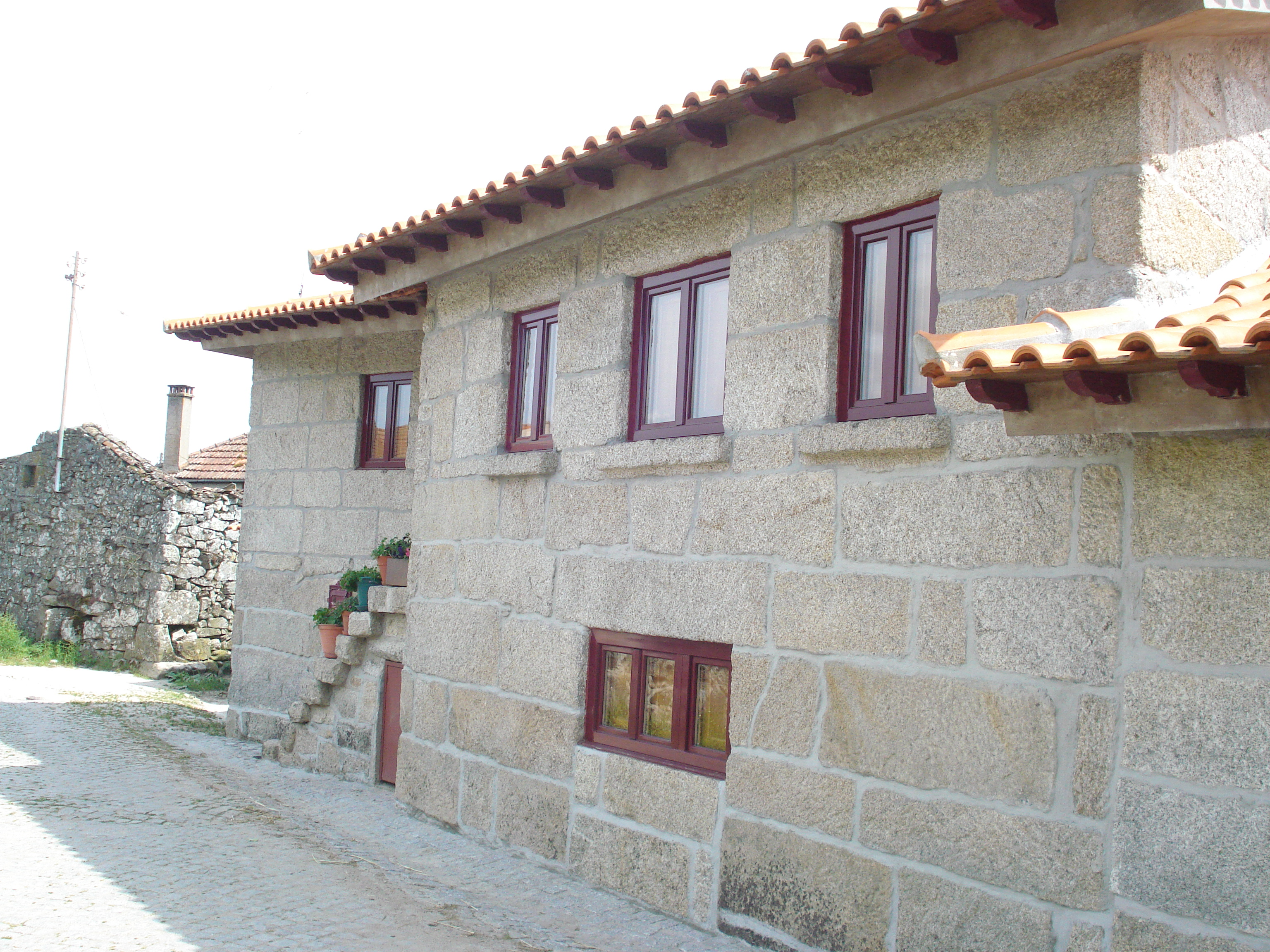
Casa Restaurada-B
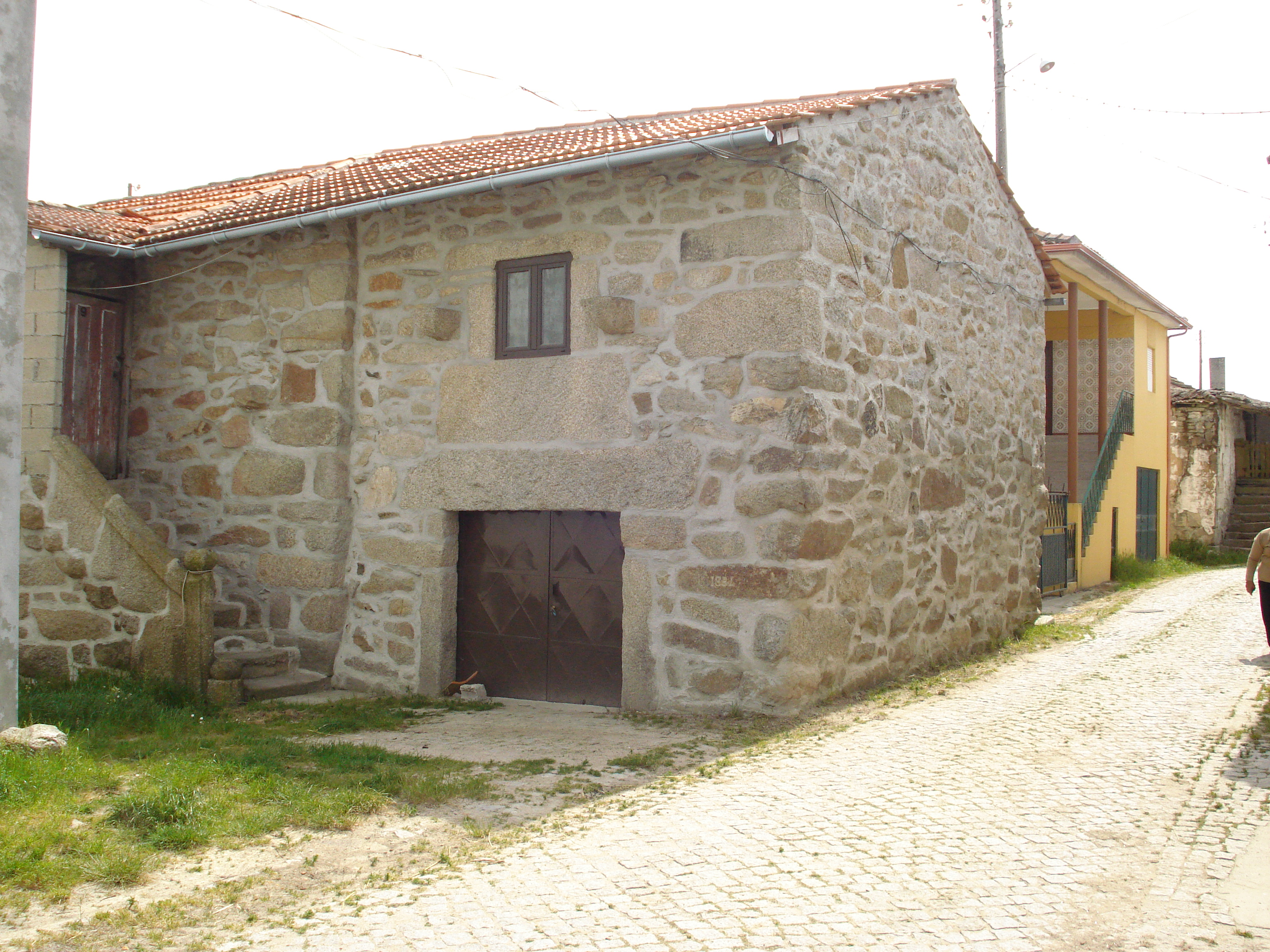
Casa Rústica
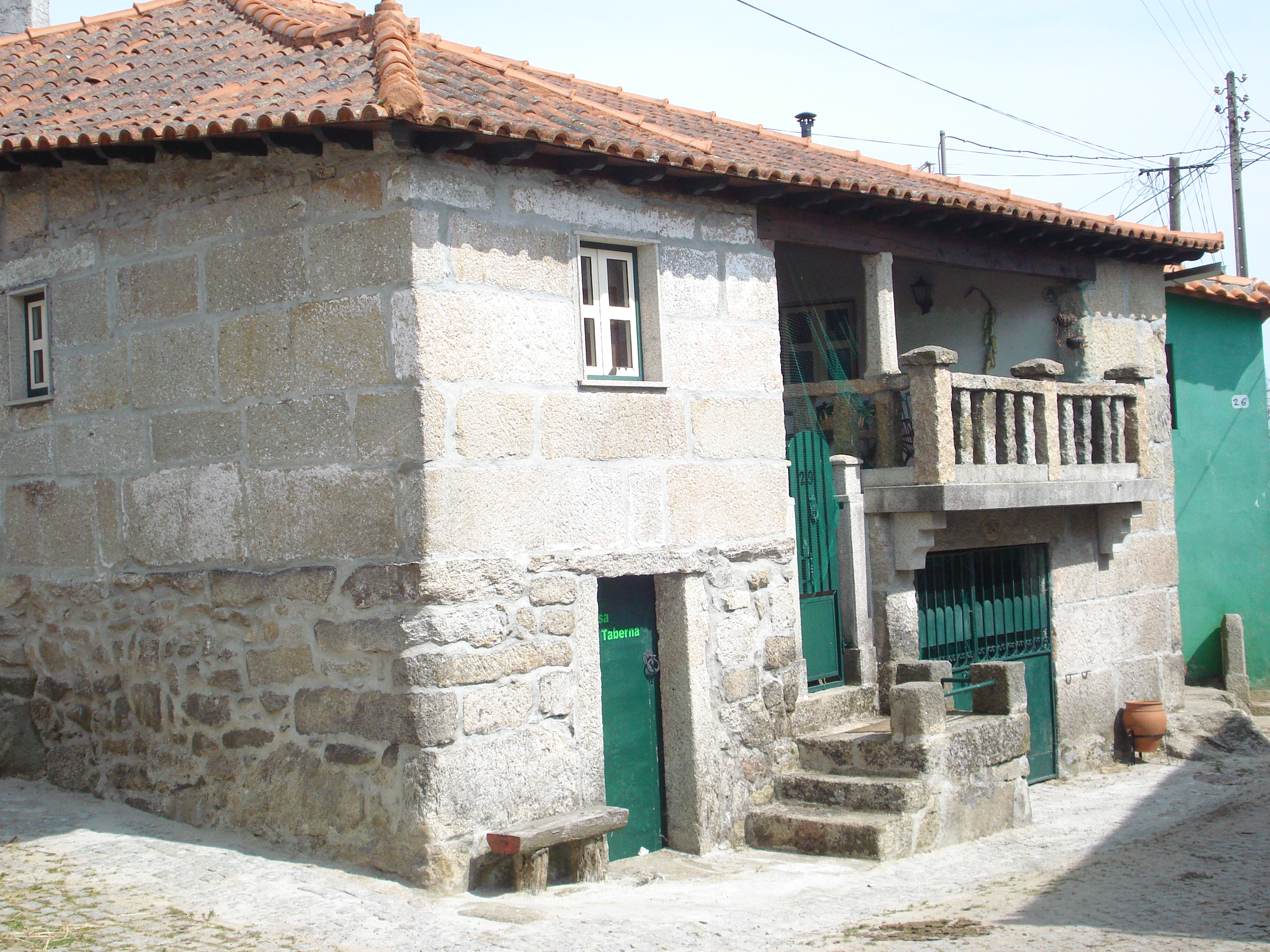
Casa Típica
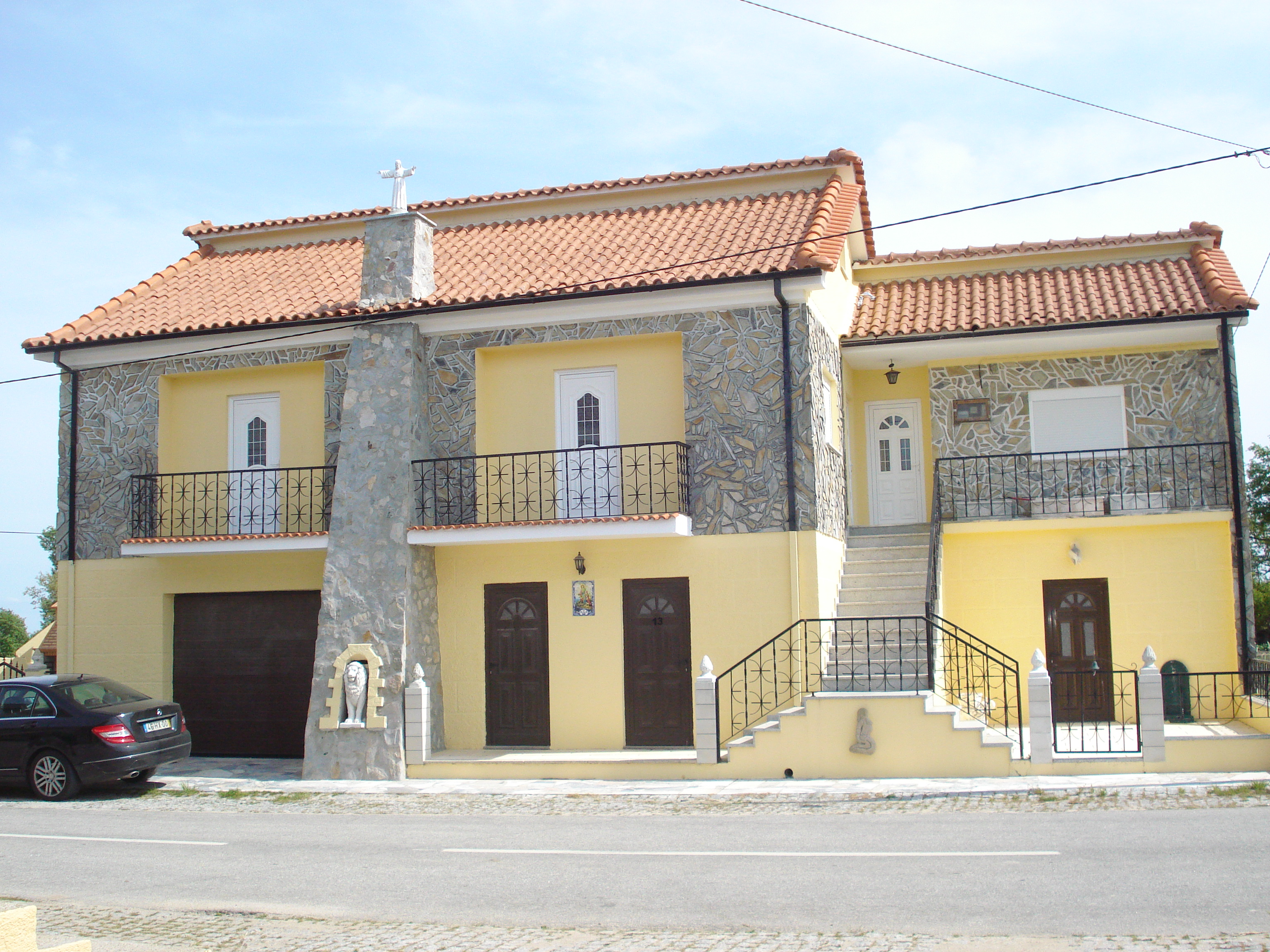
Vivenda O leão
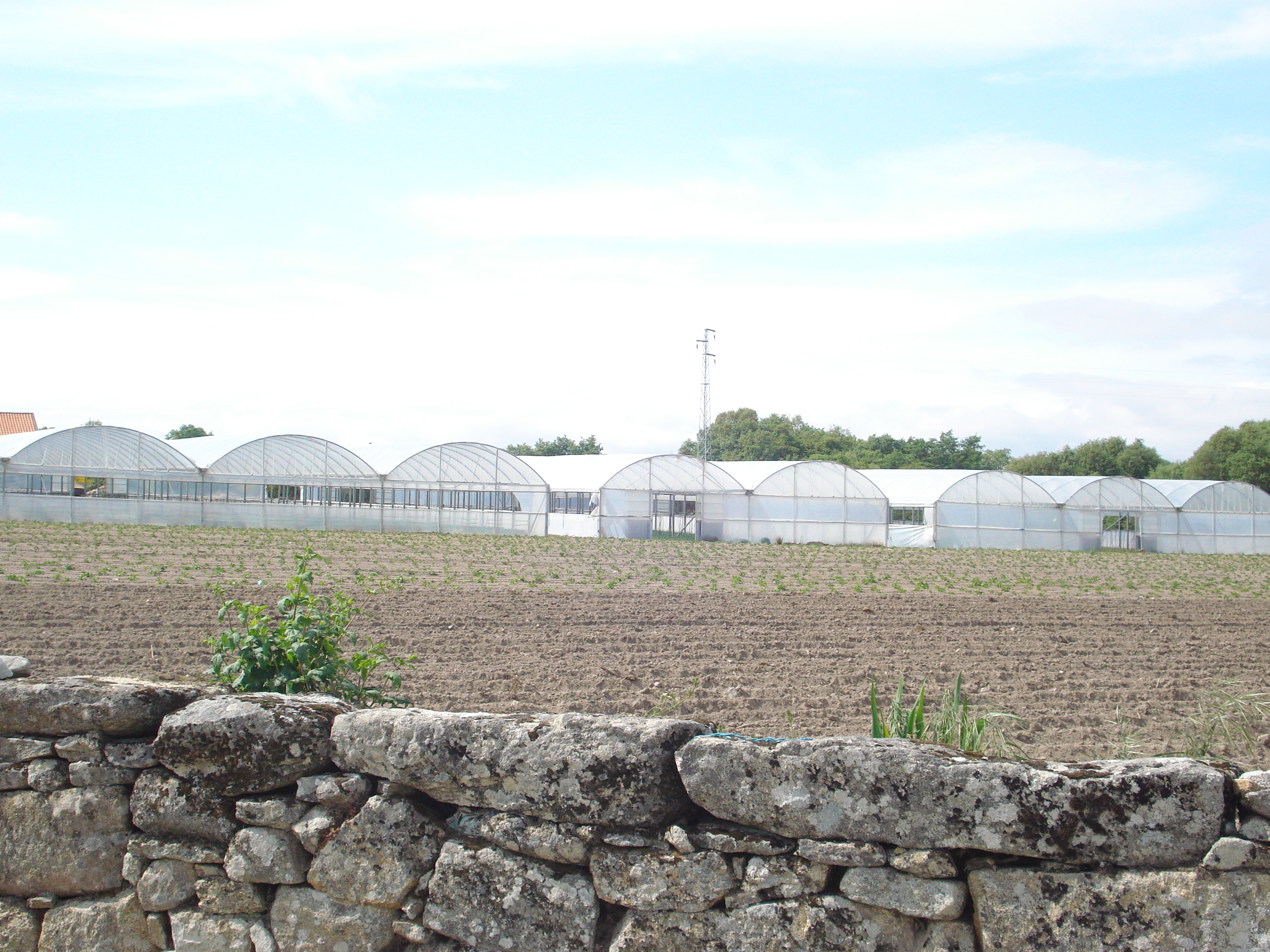
Campo de estufas
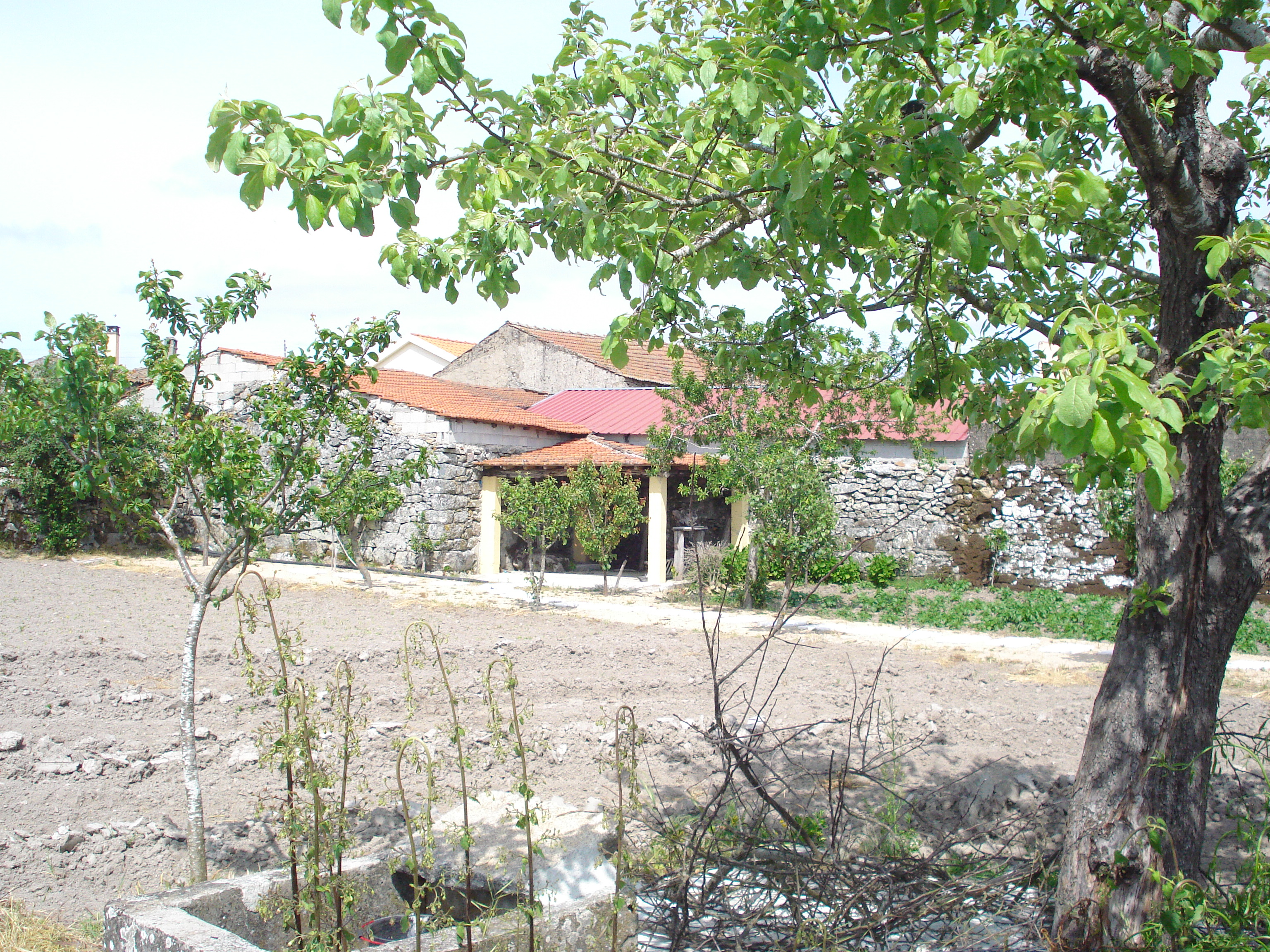
Um aspeto de Paranhos
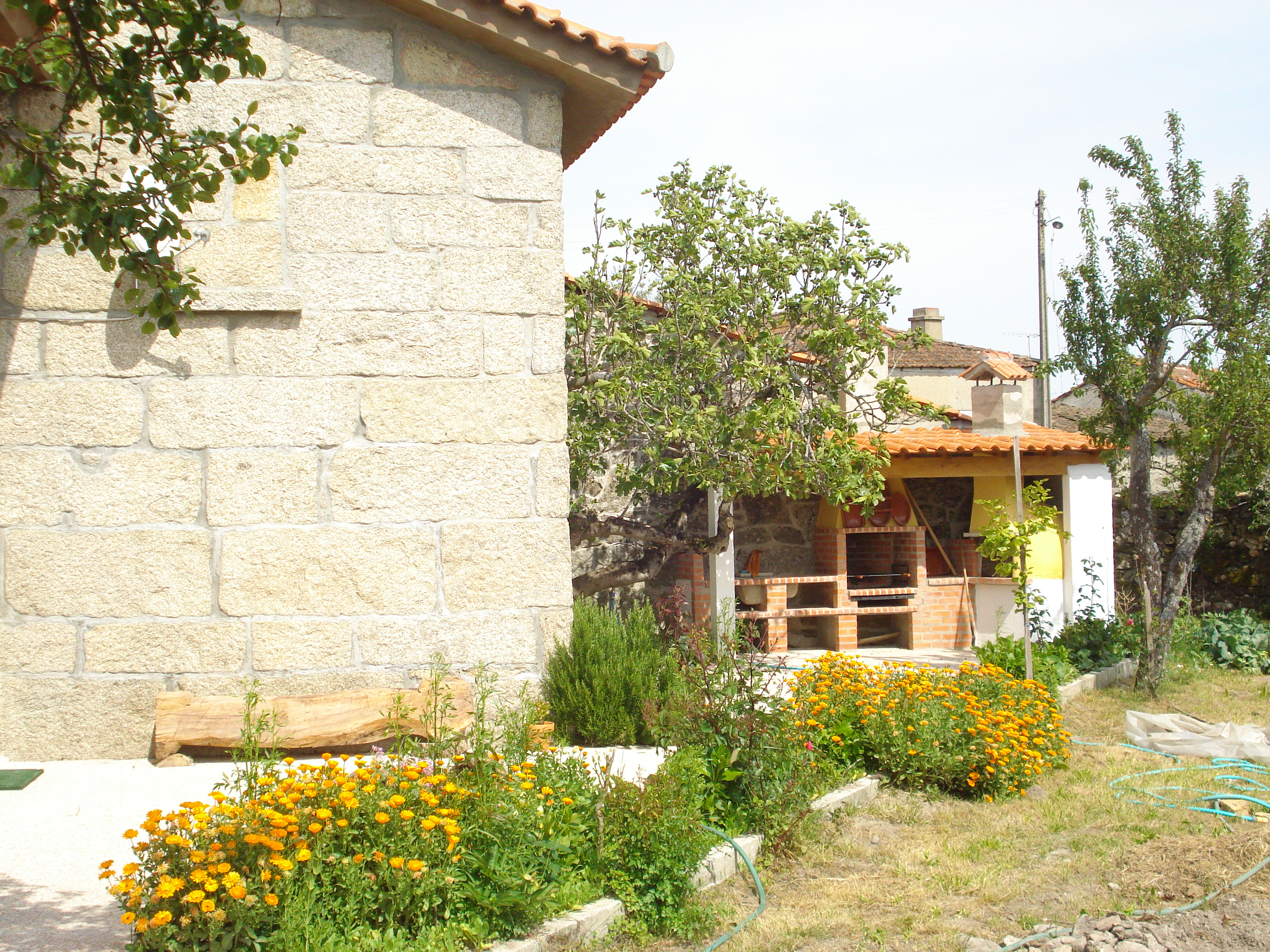
Casa com Churrasqueira
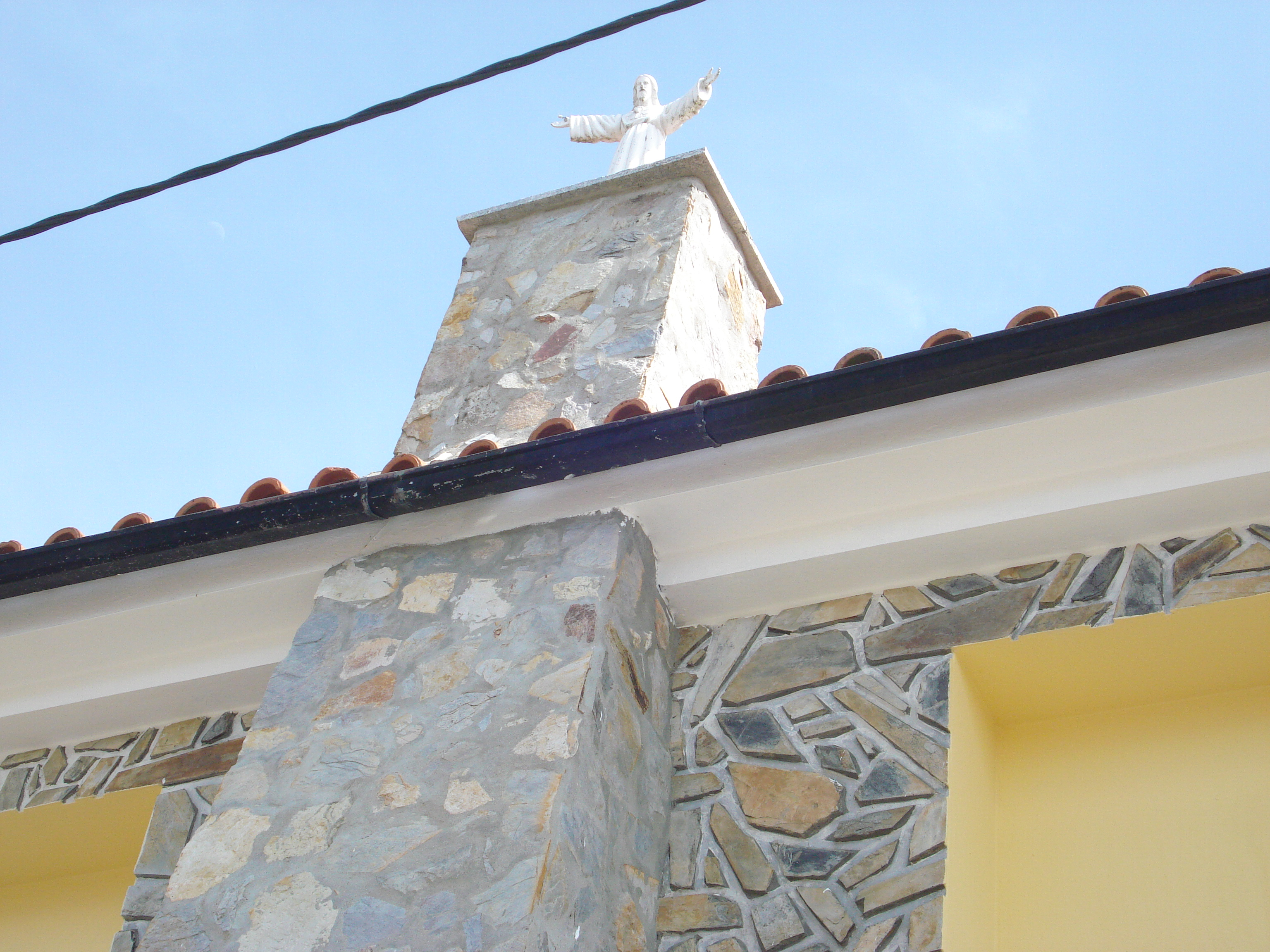
Cristo Redentor
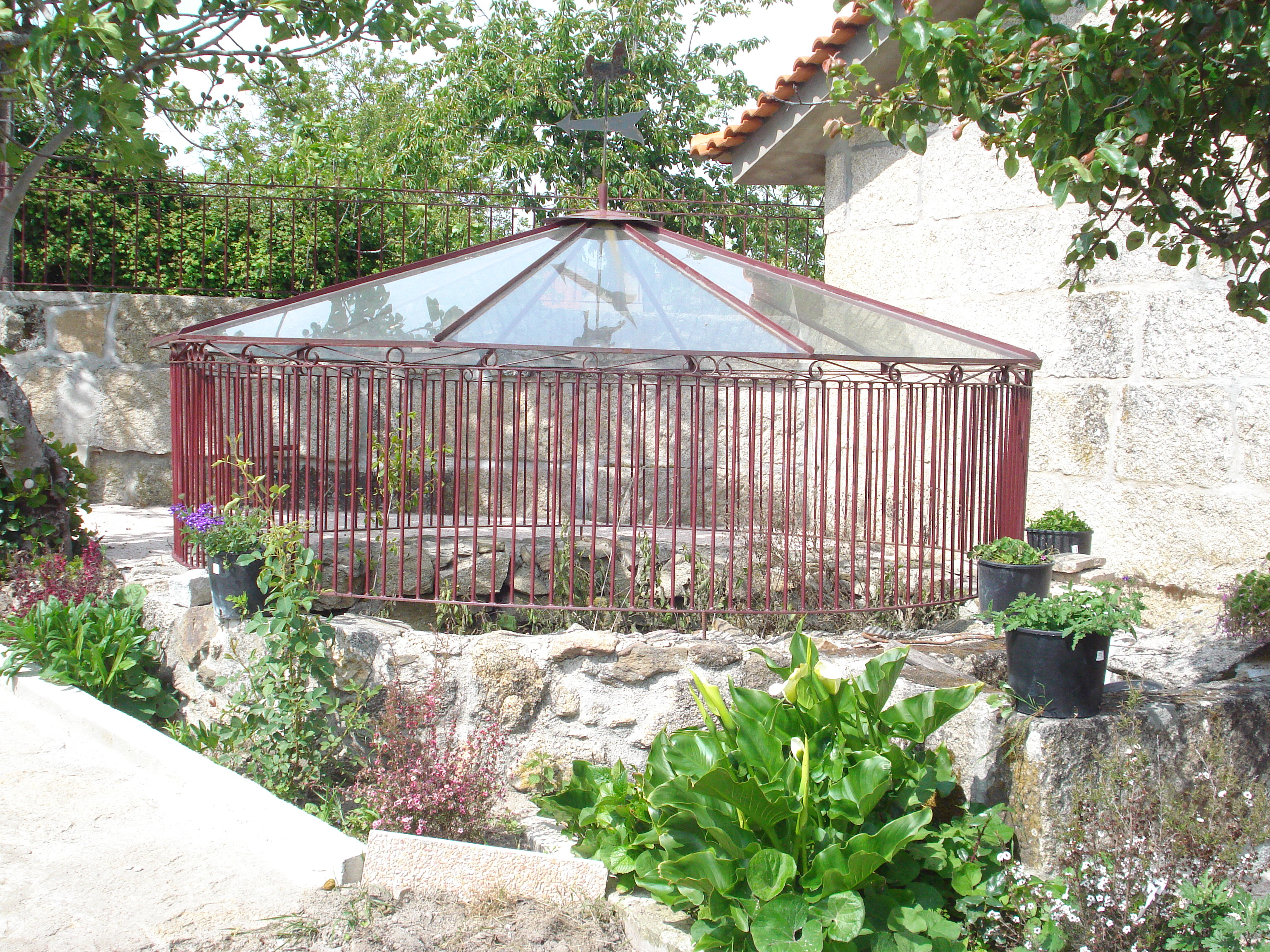
O poço
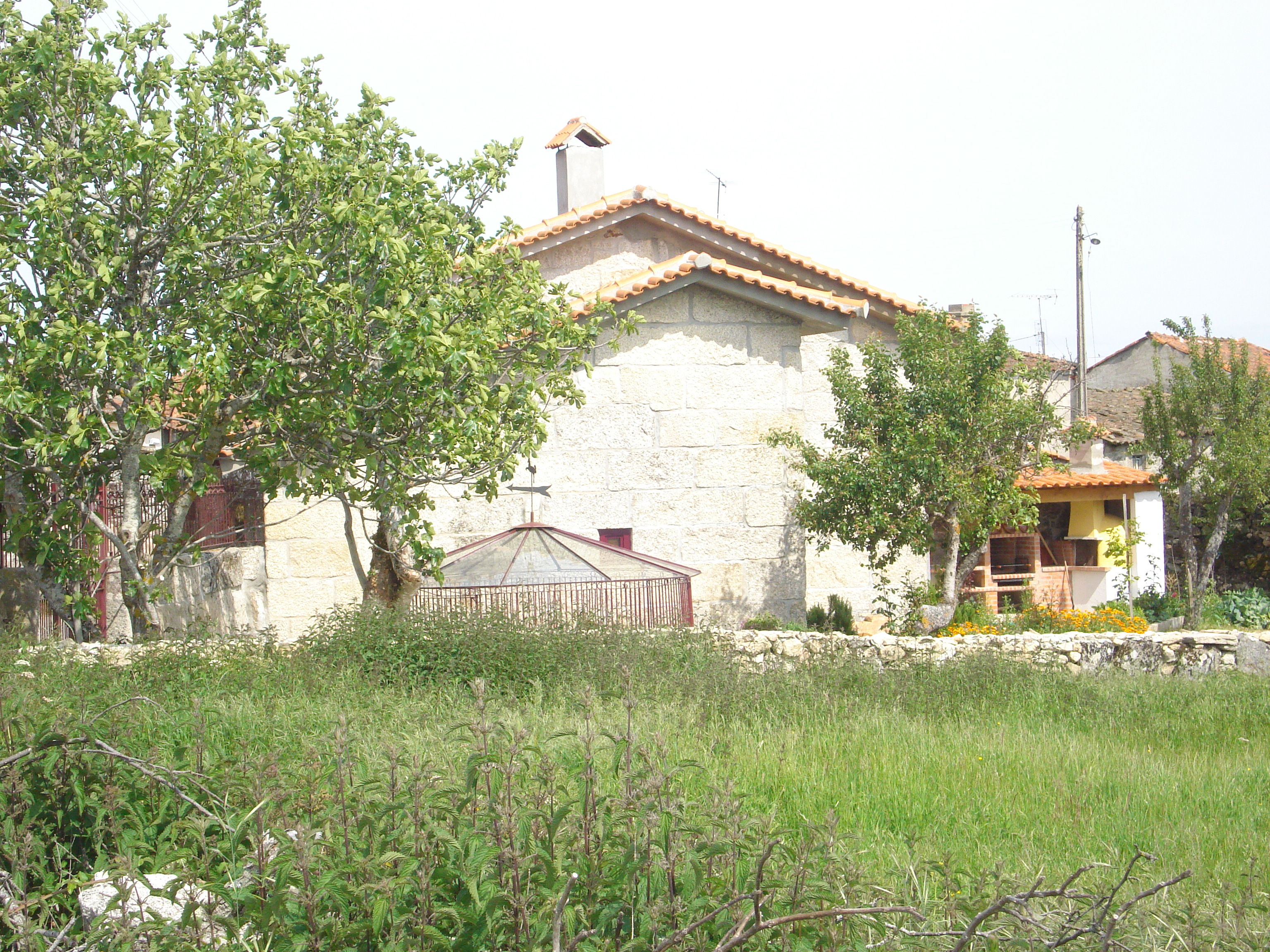
Poço com cata-ventos
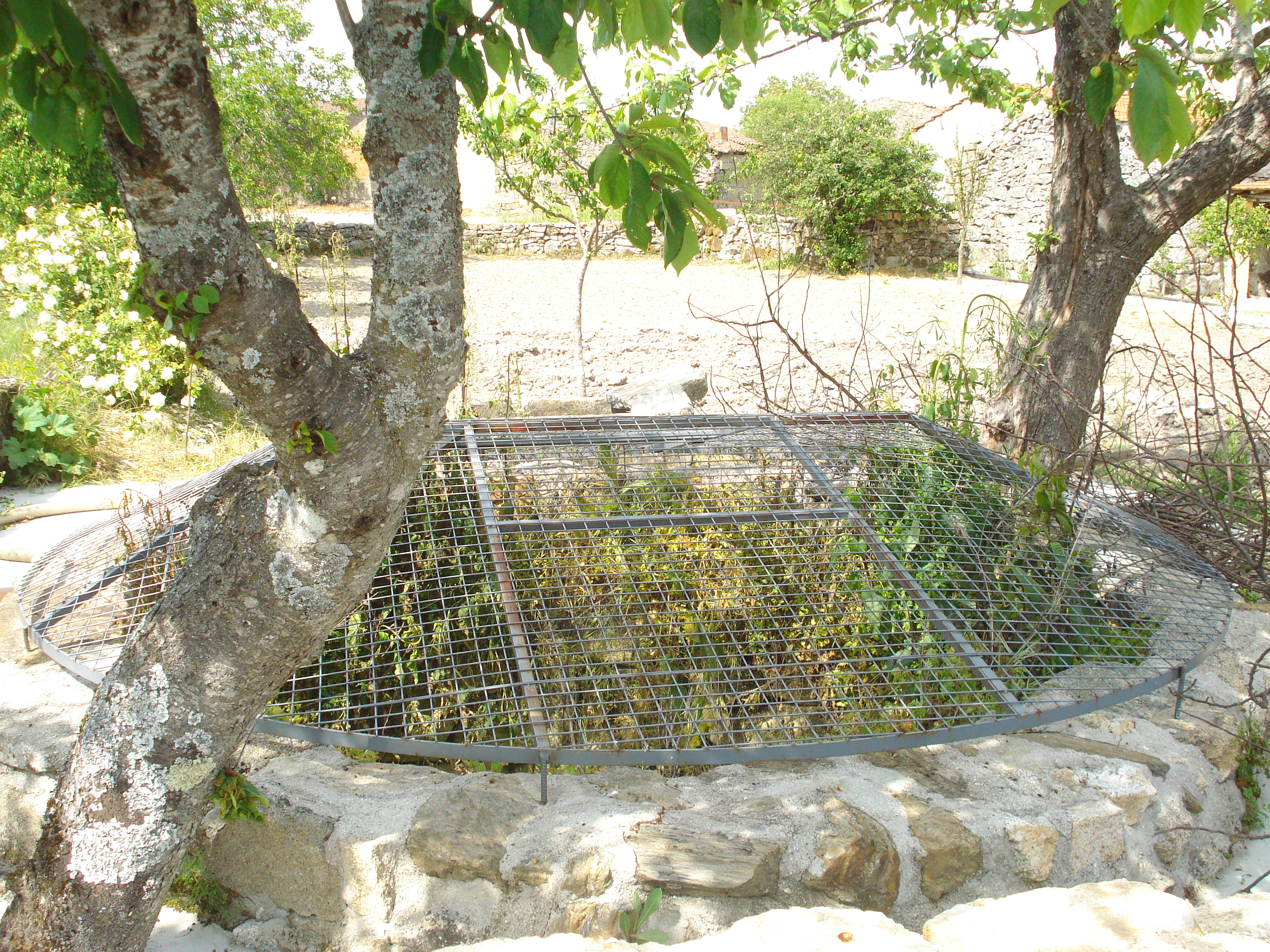
Paranhos-poço de água
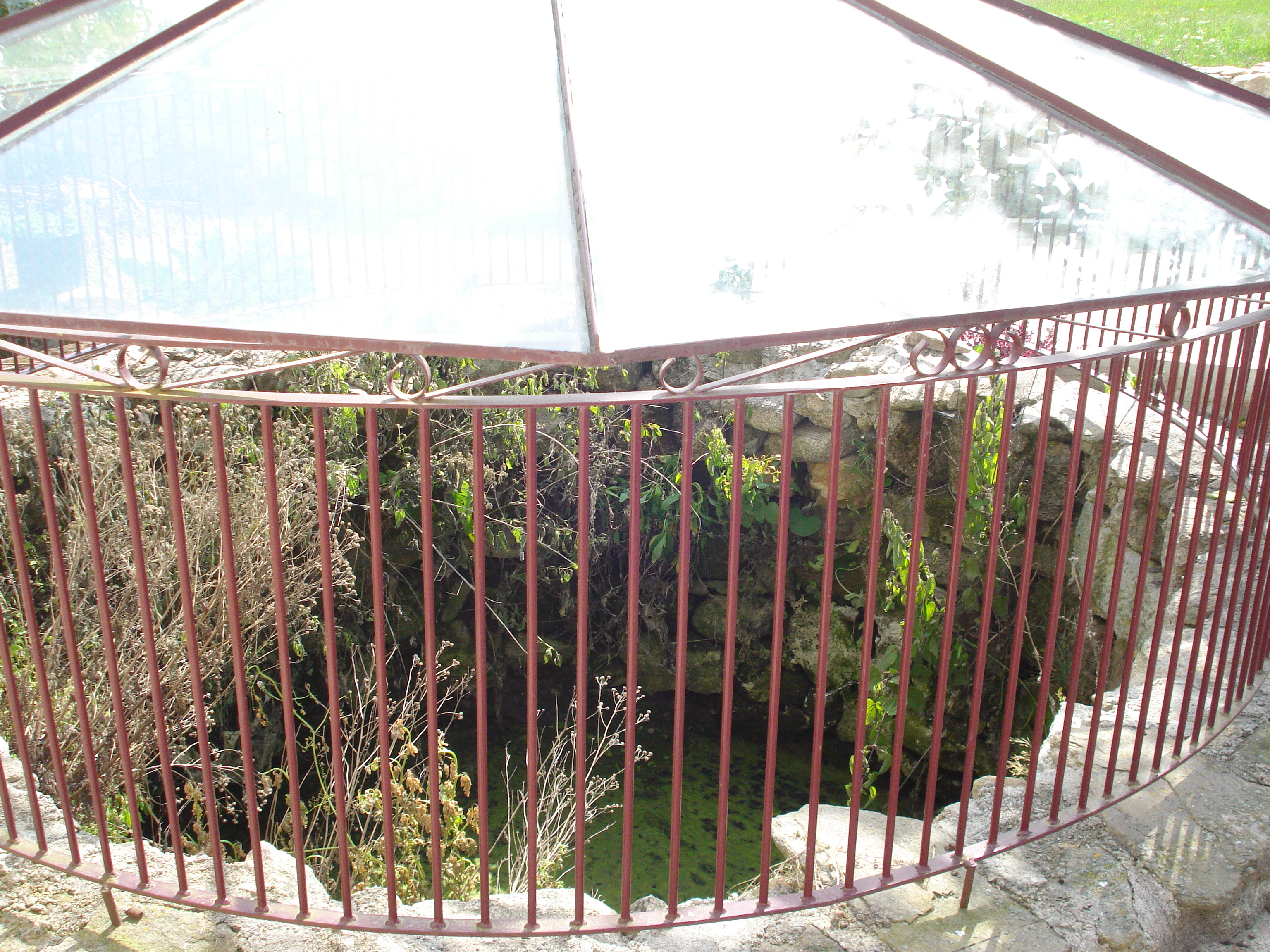
Poço empedrado
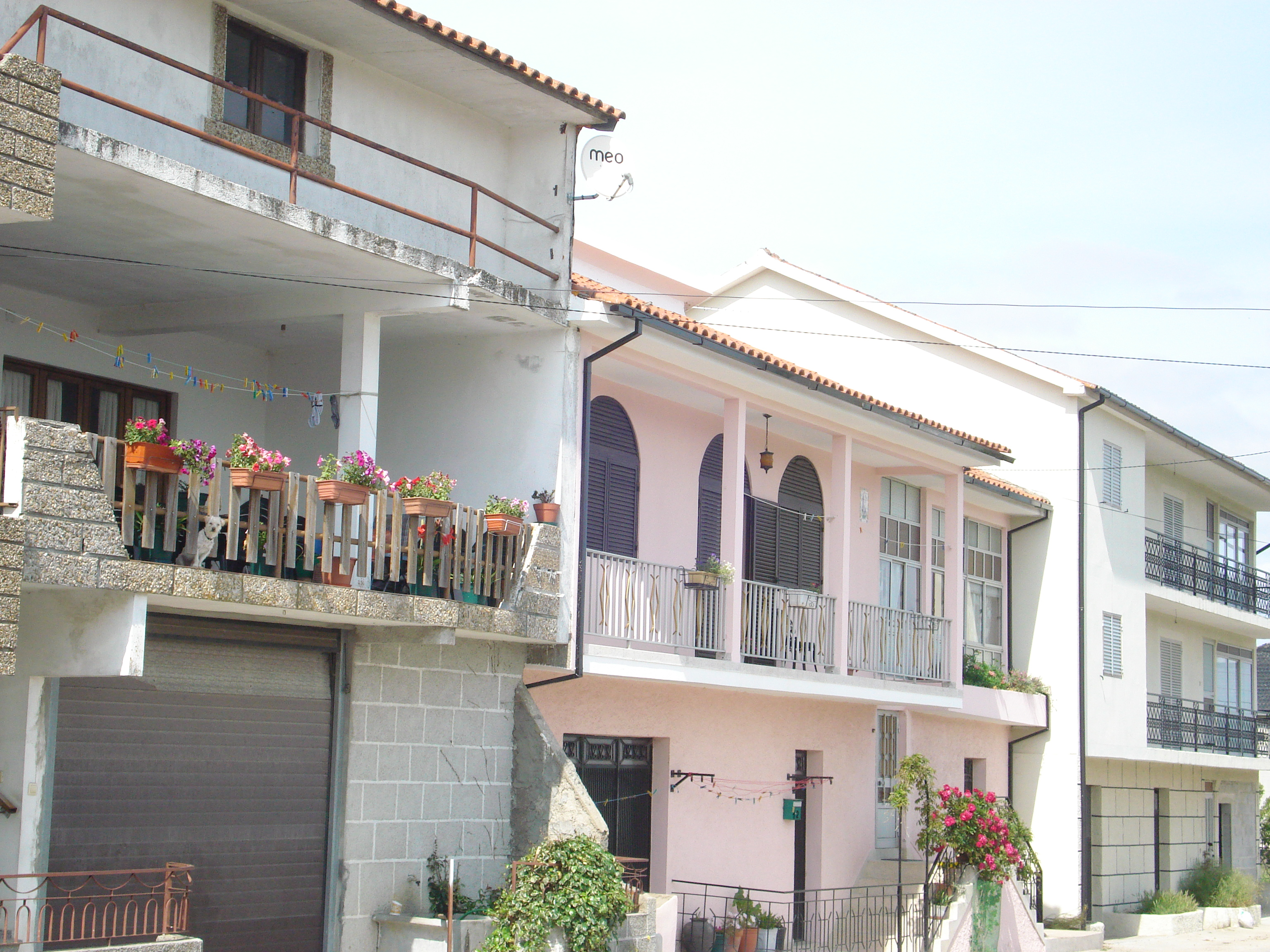
Paranhos-Três Casas
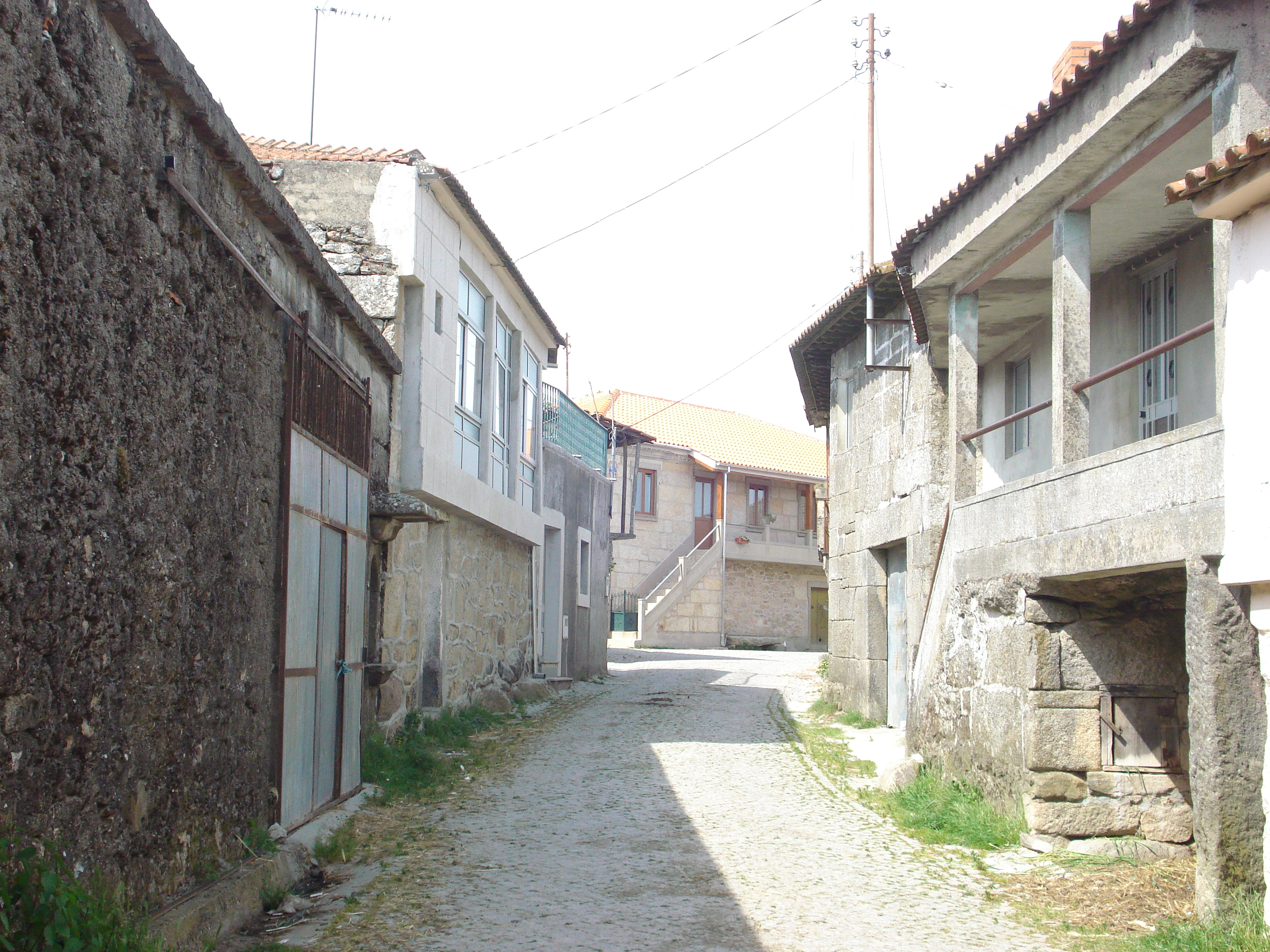
Rua Central
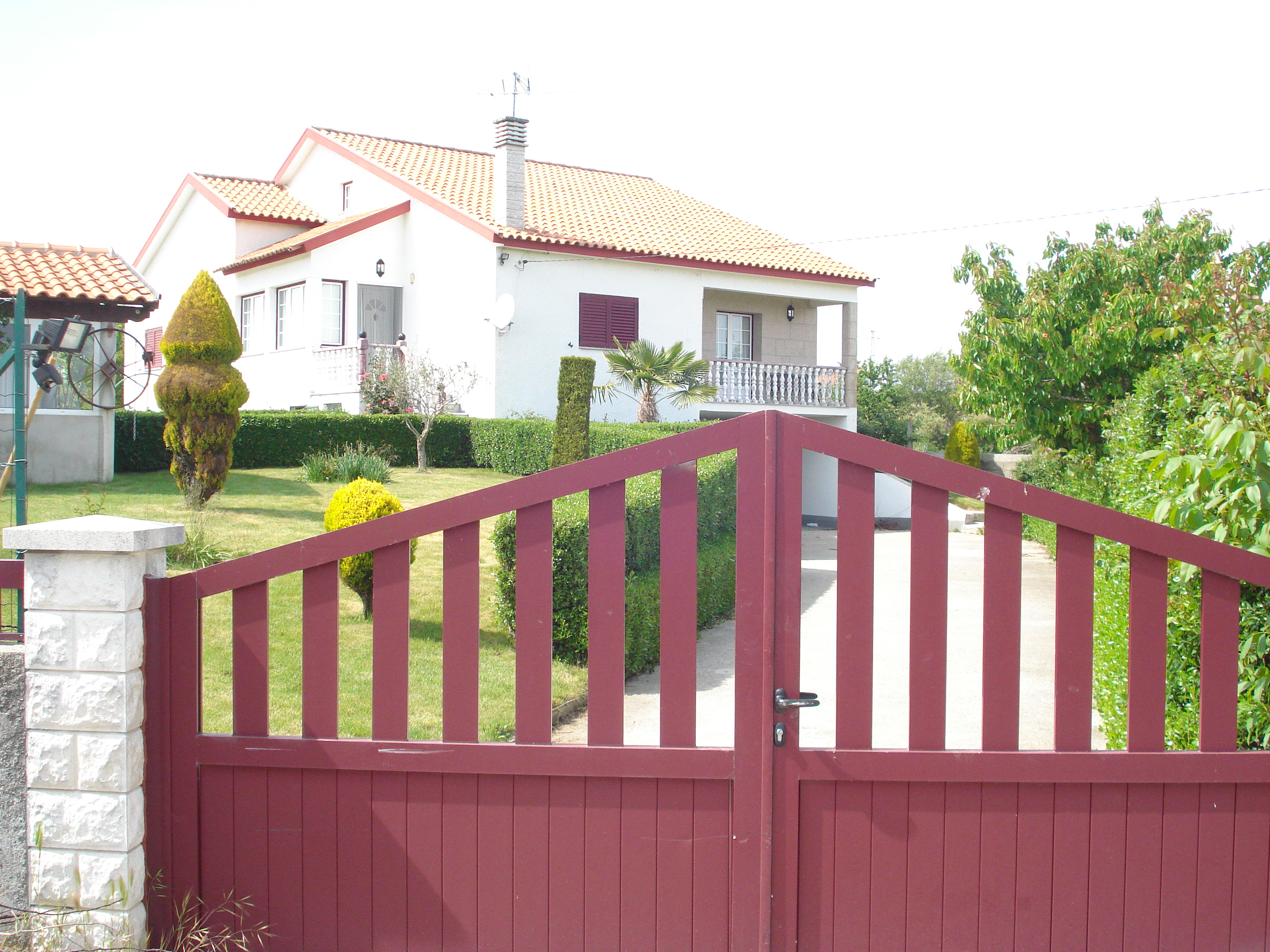
Vivenda com Jardim